# Bergrevier Burbach

Grube Bautenberg um 1900

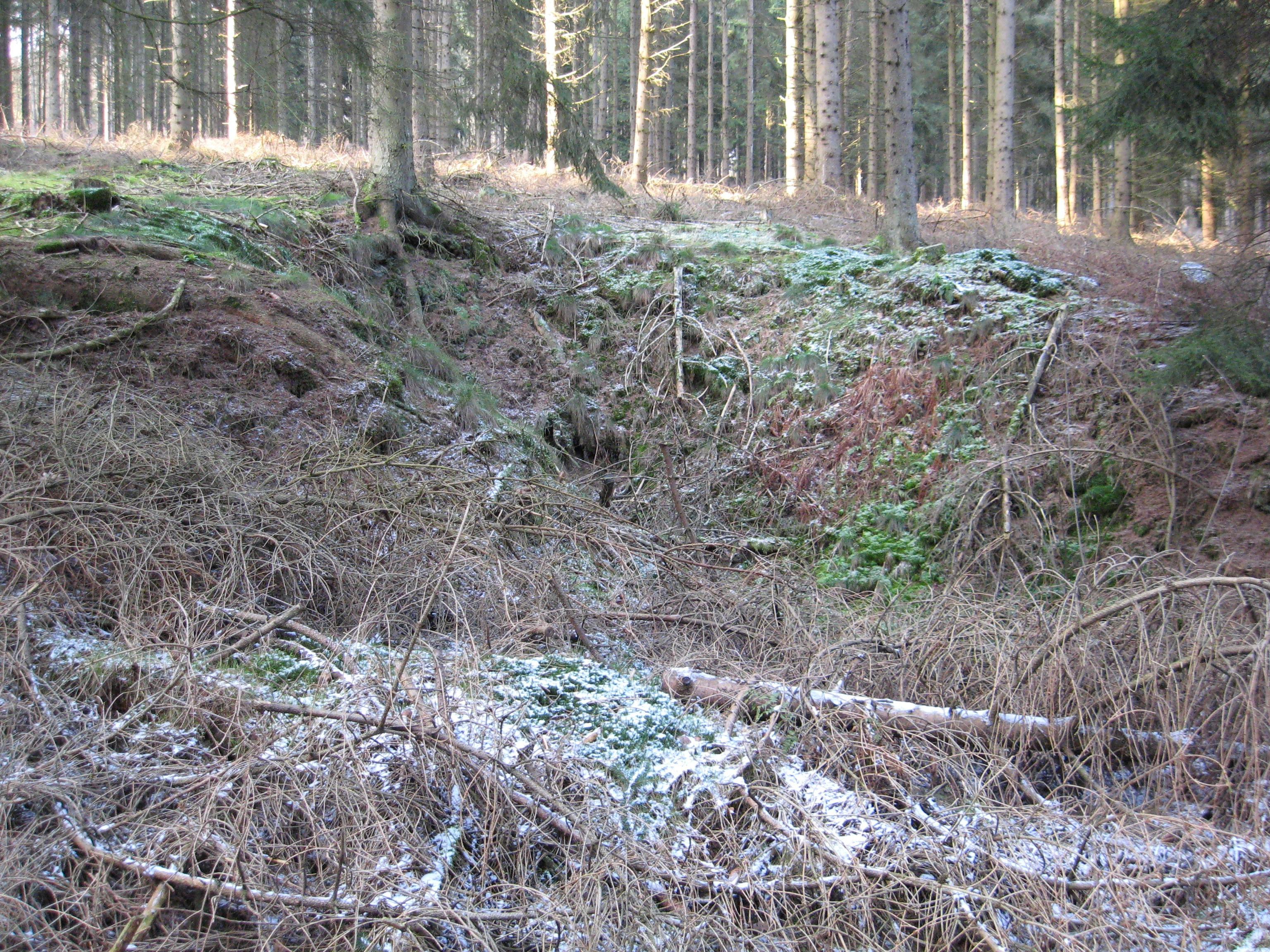
Bergbaureste, vermutlich von der Grube Rennseifen in Salchendorf.

Das Bergrevier Burbach war ein Verwaltungsbezirk des 1861 aufgelösten Bergamtes Siegen im südlichen Siegerland. Das Gebiet wurde von Burbach aus verwaltet und bestand bis 1944, bevor es mit Siegen II zusammengelegt wurde.

## Ausdehnung

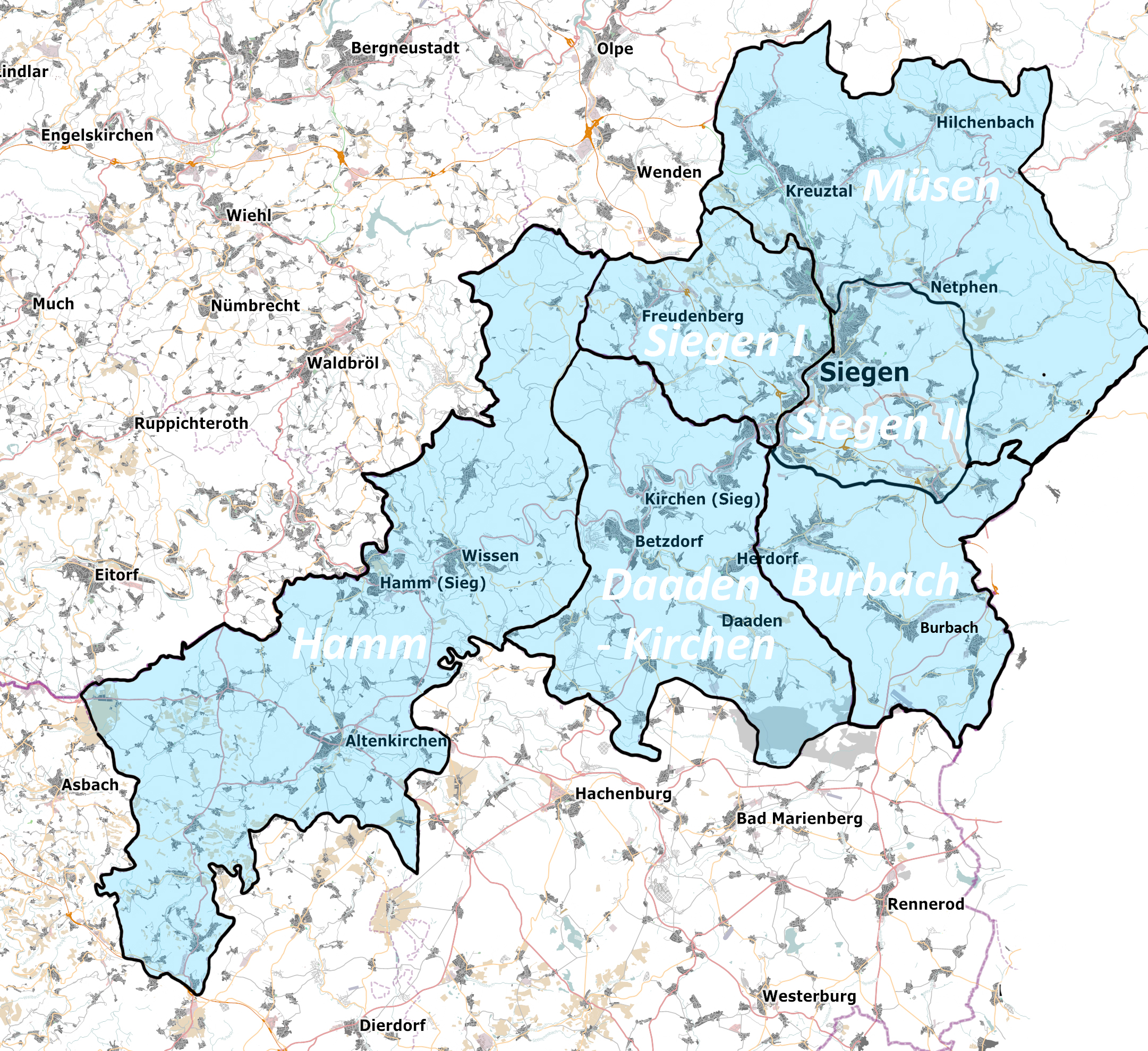
Bergreviere Siegerland

Das Bergrevier Burbach hatte eine Fläche von 121,5 km² und umfasste das alte Amt Burbach inklusive des 1844 eingegliederten Amtes Neunkirchen. Das Gebiet entspricht den heutigen Gemeinden Burbach und Neunkirchen sowie dem Wilnsdorfer Ortsteil Wilden, das bis 1895 dem Amt Neunkirchen bzw. Burbach angehörte und dann zum Amt Wilnsdorf kam.

## Geschichte
Eine der ersten erwähnten Gruben und zeitgleich eine der größeren im Revier ist die Grube Bautenberg in Wilden im Jahr 1461. Dort baute man hauptsächlich Eisenerzvorkommen ab. Der Kupferbergbau bekam in anderen Ecken ihre Bedeutung. Bereits vor 1730 grub man im Struthüttener Kunstertal nach Kupfer, die Grube Kunst nutzte Radkunst um in größere Teufen vordringen zu können und an das begehrte Metall zu kommen. Ab dem 19. Jahrhundert wurde dort zunehmend Eisenerz abgebaut.
Um 1700 entstanden im Buchhellertal bei Burbach Gruben wie Grüne Hoffnung, Hoffnungsstern und Kupferkaute, die anfangs hauptsächlich Blei abbauten und erst später auf Kupfer umstiegen, als man um 1840 große Kupfermengen fand. Innerhalb weniger Jahre bildeten sich dutzende Gewerkschaften und namhafte Gruben wie Peterszeche, Mückenwiese, Burg und Crone. 1865 bildete sich unter der Leitung der Peterszeche eine Konsolidation aus Hoffnungsstern, Viktorsfeld, Kupferkaute, Grüne Hoffnung, Mückenwiese und Crone, doch bereits Ende des 19. Jahrhunderts hörte der Boom im Buchhellertal auf, die Peterszeche war 1917 die letzte Grube, die geschlossen wurde.
Das alte Bergmannsdorf Salchendorf war besonders Anfang des 20. Jahrhunderts eine reiche Gemeinde. Große Gruben wie Pfannenberger Einigkeit und Heinrichsglück förderten hunderttausende Tonnen Eisenerz. Die älteste Erwähnung einer Grube mit Namen fand 1732 statt. Mit dem Wodanstolln wurde ein Erbstollen angehauen, der die Gruben Heidenberg und Rennseifen verband. Mit der Grube Pfannenberger Einigkeit schloss 1962 die letzte Grube im Bergrevier Burbach und gleichzeitig die letzte im Altkreis Siegen.
Bis zu seiner Auflösung im Jahr 1861 unterstand das Bergrevier dem Bergamt Siegen. 1886 waren im Revier 373 Gruben in Betrieb.

## Gruben
Die größte und ergiebigste Grube im Revier war die Grube Pfannenberger Einigkeit in Salchendorf. Hier eine Auswahl der größeren oder bedeutenderen Gruben im Bergrevier Burbach:
| Grube                   | Gemarkung                 | Mutung     | Stilllegung | Teufe (in Meter) | Besonderes                      |
| ----------------------- | ------------------------- | ---------- | ----------- | ---------------- | ------------------------------- |
| Bautenberg              | Wilnsdorf-Wilden          | 1461       | 1942-03-31  | 1025,2           |                                 |
| Grube Große Burg        | Neunkirchen-Altenseelbach | 1838-08-29 | 1959        | 895              | Verbundgrube                    |
| Grüne Hoffnung          | Burbach                   | vor 1720   | 1882        | 143              | Kupferabbau                     |
| Heinrichsglück          | Neunkirchen-Salchendorf   | um 1840    | um 1900     | 791              |                                 |
| Kunst                   | Neunkirchen-Struthütten   | vor 1730   | 1925-09-25  | 600              | Kupferabbau                     |
| Lohmannsfeld            | Neunkirchen-Altenseelbach | um 1700    | 1948        | 780              |                                 |
| Ludwigseck              | Neunkirchen-Salchendorf   | 1839-01-24 | 1922-03-30  | 260              |                                 |
| Peterszeche             | Burbach                   | 1850       | 1917        | 440              | Kupferabbau                     |
| Pfannenberger Einigkeit | Neunkirchen-Salchendorf   | 1810       | 1962-06-30  | 1338             | zeitweise tiefste Grube Europas |
| Stahlseifen             | Neunkirchen-Salchendorf   | 18. JH     | 1935-01-31  | 596              |                                 |
| Steimel                 | Neunkirchen               | vor 1812   | 1928-11-22  | 627,3            | Verbundgrube                    |
| Viktorsfeld             | Burbach                   | 1712       | 1862        | 95               | Kupferabbau                     |

Zentren im Bergrevier waren der Ort Salchendorf, in dem ca. 45 Gruben aktiv waren und das südwestlich von Burbach gelegene Buchhellertal, in dem ca. 20 Gruben aktiv waren.